# Napier City Rovers
Napier City Rovers was een Nieuw-Zeelandse voetbalclub uit Napier. De club is opgericht in 1973 en opgeheven in 2005. De club heeft meegespeeld in het allereerste seizoen van het Football Championship. In 2005 werd het team vervangen door Hawke's Bay United. De thuiswedstrijden werden in het Bluewater Stadium gespeeld, dat plaats biedt aan 4.000 toeschouwers. De clubkleuren zijn blauw-wit.

## Erelijst
- National Soccer League
  - Winnaar (1): 1989

## Internationale wedstrijden
| Seizoen | Competitie            | Ronde        | Land                         | Club                     | Uitslagen |
| ------- | --------------------- | ------------ | ---------------------------- | ------------------------ | --------- |
| 2001    | OFC Club Championship | Groep        | Vlag van Papoea-Nieuw-Guinea | Unitech FC               | 2-0       |
| 2001    | OFC Club Championship | Groep        | Vlag van Salomonseilanden    | Laugu United FC          | 1-1       |
| 2001    | OFC Club Championship | Groep        | Vlag van Tonga               | SC Lotoha'apai           | 9-0       |
| 2001    | OFC Club Championship | Groep        | Vlag van Fiji                | Foodtown Warriors Labasa | 4-0       |
| 2001    | OFC Club Championship | Groep        | Vlag van Australië           | Wollongong Wolves        | 0-1       |
| 2001    | OFC Club Championship | HF           | Vlag van Vanuatu             | Tafea F.C.               | 2-4       |
| 2001    | OFC Club Championship | 3e/4e plaats | Vlag van Tahiti              | AS Vénus                 | 3-2       |